# Skeptical Inquirer
A Skeptical Inquirer é uma revista bimestral americana publicada pelo Committee for Skeptical Inquiry (CSI) com o subtítulo The magazine for science and reason (A Revista Para a Ciência e Razão).
A declaração de missão do CSI é "incentivar a investigação crítica do paranormal e das alegações das pseudociências de um ponto de vista responsável, e científico e disseminar informações factuais sobre os resultados dessas investigações para a comunidade científica e para o público." A Skeptical Inquirer é uma revista internacional focada em ciência, mas não é uma publicação acadêmica.

## Conteúdo
O conteúdo consiste de artigos, colunas e resenhas de livros que examinam criticamente uma variedade de tópicos, como percepção extrassensorial, homeopatia, astrologia, SETI, controvérsia evolução-criacionismo, aquecimento global, negação da AIDS, a historicidade de personagens lendários como Rei Artur, ou diagnósticos médicos controversos como TDAH. São também explorados tópicos que preocupam cientistas e estudiosos, pois a revista também tem por missão examinar tópicos que interessam ao público em geral.
No décimo terceiro aniversário da Skeptical Inquirer, em 2006, o fundador do CSICOP Paul Kurtz listou suas quatro políticas mais duradouras:
| “ | 1. Criticar as alegações do sobrenatural e pseudociência 2. Reproduzir os métodos do questionamento científico e a natureza da visão científica 3. Buscar uma visão balanceada da ciência na grande mídia 4. Ensinar o pensamento crítico nas escolas. | ” |

Se um artigo critica um proponente de uma alegação sobrenatural, a ele ou ela deve sempre ser dada a oportunidade de se defender. Alguns usaram essa oportunidade como Suitbert Ertel e Michel Gauquelin (em inglês), por exemplo.[carece de fontes?]
Cecil Adams (em inglês) da coluna do jornal Chicago Reader chamada The Straight Dope disse que o Skeptical Inquirer " é uma das mais importantes publicações anti-malucos dos Estados Unidos".

## História
A revista originalmente se chamava The Zetetic (O Zetético) e fou fundada e originalmente editada por Marcello Truzzi. A primeira edição foi de junho de 1976. Um ano depois houve uma disputa pelo Comitê de Investigação de Alegações Científicas do Sobrenatural (CSICOP): Truzzi queria incluir os proponentes de ideias do paranormal no grupo e na revista. Seguido por um voto de desconfiança contra Truzzi, ele se demitiu, e a revista trocou de nome para Skeptical Inquirer (começando com o volume 2, número 2) e Kendrick Frazier (o ex editor da  Science News) se tornou o novo editor.
Ela manteve o nome The Zetetic como um subtítulo até o volume quatro. A revista inicialmente era uma revista bienal, em um formato digest  (15 cm por 23 cm). Em dois anos se tornou uma revista trimestral; então em 1994 ela começou a ser publicada bimestralmente. Em 1995 se tornou uma revista de tamanho normal (21 cm por 27 cm). Desde janeiro de 1996, seu subtítulo tem sido: The magazine for science and reason (A revista para ciência e razão). Em 1998 a revista passou a ser impressa em  papel couché.  Em dezembro de 2012 Frazier continuava sendo o editor e  Benjamin Radford seguia sendo o editor chefe. A revista tem escritórios em Amherst, Nova Iorque.
Em 9 de outubro de 2010, o CSI se reuniu no Hotel Biltmore Millennium em Los Angeles para discutir os planos de futuro e expandir o Conselho Executivo que é  o "corpo de definição de políticas oficiais" do CSI. Organizado pelo Diretor Executivo Barry Karr o comitê anunciou que os seguintes membros também fariam parte do comitê da revista.  James Alcock, Kendrick Frazier, Ray Hyman, Scott O. Lilienfeld, Amardeo Sarma, Eugenie C. Scott, David E. Thomas, Leonard Tramiel e Benjamin Wolozin.  (Essa lista expandiu nos meses seguitntes, adcionando Elizabeth Loftus e Karen Stollznow).  Também foi decidido que voltariam as conferências do CSI, as próximas marcadas para o perído de 27 a 30 de outubro de 2011.

## Coleções
Existem várias coleções de artigos da Skeptical Inquirer que foram reunidos em livros na maioria editados por Frazier.  Um DVD e um CD-ROM de todos os artigos dos primeiros vinte e nove anos desde o lançamento. Os Livros com coleções de artigos são:
- Paranormal Borderlands of Science (1981). Editado por Kendrick Frazier, Prometheus Books; ISBN 0-87975-148-7.
- Science Confronts the Paranormal (1986). Editado por Kendrick Frazier, Prometheus Books; ISBN 0-87975-314-5.
- The Hundredth Monkey: And Other Paradigms of the Paranormal (1991). Editada por Kendrick Frazier, Prometheus Books; ISBN 0-87975-655-1
- The Outer Edge: Classic Investigations of the Paranormal (1996). Editada por Joe Nickell, Barry Karr, e Tom Genoni, CSICOP. OCLC 37626835
- The UFO Invasion: The Roswell Incident, Alien Abductions, and Government Coverups (1997). Editado por Kendrick Frazier, Prometheus Books; ISBN 1-57392-131-9
- Encounters With the Paranormal: Science, Knowledge, and Belief (1998). Editado por Kendrick Frazier, Prometheus Books; ISBN 1-57392-203-X.
- Bizarre Cases: From the Files of The Skeptical Inquirer (2000). Editado por Benjamin Radford, CSICOP. OCLC 45054771
- Paranormal Claims: A Critical Analysis, 2007, Editado por Bryan Farha, University Press of America, ISBN 978-0-7618-3772-5.  Cinco dos 18 capítulos são reedições de artigos da Skeptical Inquirer.